# Aiyangeri, Madikeri
Aiyangeri là một làng thuộc tehsil Madikeri, huyện Kodagu, bang Karnataka, Ấn Độ.